# هوارد غريفيث
هوارد غريفيث (بالإنجليزية: Howard Griffith) هو لاعب كرة قدم أمريكية أمريكي، ولد في 17 نوفمبر 1967 في شيكاغو في الولايات المتحدة.

## وصلات خارجية
- هوارد غريفيث على موقع مرجع كرة القدم المحترفة.كوم (الإنجليزية)